# Gianfranco Brunetti
Gianfranco Brunetti (Mola di Bari, 12 agosto 1907 – 20 ottobre 1990) è stato un avvocato e dirigente sportivo italiano; presidente del Bari dal novembre del 1956 all'ottobre del 1959.

## Biografia
Affermato avvocato, fu dapprima per diversi anni consigliere comunale di Bari per il Partito Liberale Italiano, poi sempre per lo stesso Comune, assessore alla Pubblica istruzione nella giunta Di Cagno (in carica dal 21 dicembre 1946 al 23 giugno 1952). 

Fu inoltre per circa 15 anni presidente dell'Unione Provinciale Agricoltori; presidente della Camera di Commercio di Bari e consigliere nel CdA della Fiera del Levante durante la gestione Triggiani.
Fu insignito di medaglia d'oro dall'Ordine degli Avvocati e Procuratori di Bari, per i 50 anni di professione forense.
Nel 1984 fu eletto presidente del Lions Club Bari Host.

## Dirigente sportivo
(Gianfranco Brunetti)
È eletto presidente dell'Associazione Sportiva Bari il 15 novembre 1956 quando nella società, commissariata dal Comune da cinque anni, il cambiamento di giunta comunale (con il passaggio dal monarchico Francesco Chieco al democristiano Nicola Damiani) impone un rinnovo della carica da parte della "giunta della rinascita": Brunetti viene preferito interpretando la richiesta di una figura nuova ed esterna al mondo dello sport, battendo nelle preferenze anche il presidente uscente Achille Tarsia Incuria, con cui il Bari è tornato in Serie B dalla IV Serie; quest'ultimo gli è secondo nelle preferenze e nominato suo vice (assieme a Rocco De Simini). 
La sua gestione prosegue il progetto di quella precedente e nella stagione 1957-1958 il Bari torna in Serie A, al terzo anno consecutivo in cadetteria, fra le polemiche dell’opinione pubblica barese nei confronti dei vertici FIGC riguardo alla gestione del meccanismo di promozioni e retrocessioni fra prima e seconda serie nazionale e le ripercussioni sullo stesso del "caso Azzini"; il club di Brunetti sarà poi citato in giudizio su alcuni sospetti per la promozione, infine prosciolto.
Dopo un apprezzato campionato dei biancorossi in massima serie nell'annata 1958-1959, è costretto a lasciare la presidenza dell'A.S. Bari quale suo principale finanziatore durante le prime giornate della stagione successiva, a causa di un disavanzo in cassa di 150 milioni di lire; il suo successore, su interessamento dei dirigenti del Bari è Vincenzo La Gioia.
Sotto la sua presidenza sono acquistati il portiere Enzo Magnanini, il difensore Carlo Mupo, i centrali Luigi De Robertis e Bruno Cicogna, i centravanti Paolo Erba e Raúl Conti.
Il dottor Antonucci, storico del Bari Calcio, lo ricorda come un antidivo. Nel periodo in cui fu presidente della società biancorossa raccolse le simpatie degli sportivi baresi; circa quarant'anni dopo affermò d'essere stato in tale ruolo solo più fortunato di altri.